# 旗正飄飄 (電影)
《旗正飘飘》是一部台湾于1987年拍摄的电影。由中影、湯臣、嘉禾共同發行。 

## 故事大綱
民國26年（西元1937年）7月7日，日軍發動蘆溝橋事變，蔣宋美齡邀請美國空軍上校陳納德組織的飛虎隊來協助中國作戰，為了維護飛虎隊的安全，南京航委會派藍鳳二號(秦鳳)，她有兩個任務：一為負責與飛虎隊聯繫，二即收集日本購買石油的資料，川島芳子隨後也到上海來了，是為了偵查在上海之國際間諜網、追緝陳納德與女子衛隊隊長秦鳳。 
白健峰後來被川島芳子逮捕，並下令執行槍決。因此更讓曾為下屬的秦鳳對川島芳子更為憤慨。
潛伏在日本人裡的間諜李德全，因事跡敗露而遭日軍將其一家三口俘虜，但李德全一家人最後與在場的日軍同歸於盡。
在英租界有星星俱樂部總經理金艷伶，其手腕靈活，拉攏日本、荷蘭進行石油買賣，從中攫取暴利。雖然是貨真價實的漢奸，但對其初戀情人魏笙卻依舊一往情深，但魏笙最後卻和秦鳳日久生情。而她的弟弟金雷揚則是除奸團行動組的組長。
佐佐木和秦鳳做了一個買賣，佐佐木願意將文件給秦鳳，但須付五萬元和秦鳳自己本身(因為佐佐木喜歡上了秦鳳)。但在要上車時，卻被高橋宮崎視為叛徒將其處決。秦鳳在草叢中拿出衝鋒槍亦將高橋課長射殺。
此時川島芳子也帶兵來到這裡，並下令圍捕秦鳳，一些同屬間諜的夥伴也來協助秦鳳，金雷揚被亂槍打死。
而這一切卻都是金艷伶向高橋宮崎告密指佐佐木出賣情報。當她知道害死了自己的弟弟，而魏笙也要離開她，她便按耐不住情緒。
受傷了的秦鳳拿了台長的撫恤金以及交出了證件和槍(解除任務)，因為台長擔心她有生命危險。
不久日軍攻陷南京，並展開了南京大屠殺。
聖誕夜，日軍在星星俱樂部舉辦《南京攻陷大屠殺》攝影展。秦鳳扮美國少女，伺機接近川島芳子。這時金艷伶邀請高級日軍將領在房間飲酒，秦鳳向固守門外的士兵聲稱是將領的情婦，踏進門內卻驚見數將領倒地身亡，而金艷伶亦喝下毒酒與之同歸於盡。
川島芳子得知數名將領死亡，便派士兵封鎖住房間外，單獨一人入內察看，秦鳳對她開了三槍，但都沒有裝上彈匣，對其說明她是顯玗不是川島芳子！她似乎有所醒悟，於是將自己身上所穿的衣服給秦鳳，助其掩飾逃離。
魏笙在美國軍艦等候秦鳳。船開了，但秦鳳卻沒上船，秦鳳在碼頭含淚送別。

## 演員表
| 演員   | 角色       | 備註                                 |
| ------ | ---------- | ------------------------------------ |
| 周紹棟 | 白健峰     | 秦鳳的班主任                         |
| 林青霞 | 秦鳳       | 航委會秘書長特派員─藍鳳二號          |
| 呂琇菱 | 金艷伶     | 星星俱樂部總經理                     |
| 林瑞陽 | 金雷揚     | 金艷伶的弟弟                         |
| 林偉生 | 魏笙       | 擅作曲                               |
| 夏文汐 | 川島芳子   |                                      |
| 凌峰   | 李德全     |                                      |
| 歸亞蕾 | 李德全太太 |                                      |
| 柯俊雄 | 謝晉元     |                                      |
| 翁家明 |            | 特警班成員，臥底在星星俱樂部當服務生 |
| 巴戈   | 巴山       | 台長                                 |
| 孫亞東 |            |                                      |
| 孫曉威 | 佐佐木     | 海軍部情報課副課長                   |
|        | 高橋宮崎   | 海軍部情報課課長                     |

## 製作團隊
- 監製：許新枝、湯養浩、鄒文懷
- 出品人：林登飛、徐楓、鄒定歐
- 製片人：徐國良、徐彬、蔡永昌
- 導演：丁善璽
- 編劇：丁善璽

## 電影主題曲、插曲
| 電影名稱 | 語言 | 發行時間 | 歌曲名稱         | 歌詞 | 作詞   | 作曲   |
| 旗正飄飄 | 國語 | 1987     | 旗正飄飄         | 歌詞 旗正飄飄，馬正蕭蕭，槍在肩刀在腰，熱血熱血似狂潮； 旗正飄飄，馬正蕭蕭，好男兒，好男兒，好男兒報國在今朝。 快奮起莫作老病夫，快團結莫貽散沙嘲； 快奮起莫作老病夫，快團結莫貽散沙嘲。 快團結，快團結（奮起），快團結（奮起），快團結（奮起）， 團結，奮起，團結，奮起，團結，奮起，團結。 旗正飄飄，馬正蕭蕭，槍在肩刀在腰，熱血熱血似狂潮； 旗正飄飄，馬正蕭蕭，好男兒，好男兒，好男兒報國在今朝。 國亡家破禍在眉梢，挽沉淪全仗吾同胞， 戴天仇怎不報，不殺敵人恨不消。 快團結，快團結（奮起），快團結（奮起），快團結（奮起）， 團結，奮起，團結，奮起，團結，奮起，團結。 旗正飄飄，馬正蕭蕭，槍在肩刀在腰，熱血熱血似狂潮； 旗正飄飄，馬正蕭蕭，好男兒，好男兒，好男兒報國在今朝。 | 韋瀚章 | 黃自   |
| 旗正飄飄 | 國語 | 1987     | 中國不會亡       | 歌詞 【八百壯士歌】 中國不會亡 中國不會亡 你看民族英雄謝團長 中國不會亡 中國不會亡 你看那八百壯士孤軍奮鬥守戰場 四方都是砲火 四方都是豺狼 寧願死不退讓 寧願死不投降 我們的國旗在重圍中飄蕩飄蕩 飄蕩飄蕩 飄蕩 八百壯士一條心 十萬強敵不能擋 我們的行動偉烈 我們的氣節豪壯 同胞們起來 同胞們起來 快快趕上戰場 拿八百壯士做榜樣 中國不會亡 中國不會亡 中國不會亡 中國不會亡 不會亡 不會亡 不會亡 | 桂濤聲 | 夏之秋 |
| 旗正飄飄 | 國語 | 1987     | 江水滔滔         | 歌詞 天茫茫，江水滔滔， 黃埔灘頭殘陽照， 往日的，珠樓玉簷，車喧人鬧， 轉眼間，烽火起，狼煙繞， 一代繁華，空悲悼。 天茫茫，江水滔滔， 黃埔灘頭殘陽照， 想當年，白髮伴我，相對歡笑， 到如今，南方奔，北方逃， 骨肉流離，似萍飄。 這一筆仇，這一筆恨， 誰來償？誰來討？ 風在呼嘯，火在燃燒， 出發的時辰已來到。 這一筆仇，這一筆恨， 誰來償？誰來討？ 風在呼嘯，火在燃燒， 出發的時辰已來到。 且看那槍林彈雨， 龍騰虎躍， 地動天搖。 | 佚名   | 佚名   |
| 旗正飄飄 | 國語 | 1987     | 趁著心未冷的時候 | 歌詞 擁抱著我 緊緊的擁抱著我 讓你感覺 懷中有個真實的我 趁著唇未冷 趁著心還熱 讓靈魂凝成一體 讓生命變成一個 讓時光永遠停留在這一刻 讓紅塵遠離你我 | 莊奴   | 駱明道 |

## 外部連結
- 開眼電影網上《旗正飄飄》的資料（繁體中文）
- 香港影庫上《旗正飄飄》的資料（繁體中文）
- 时光网上《旗正飄飄》的資料（简体中文）
- 豆瓣电影上《旗正飄飄》的資料 （简体中文）
- 互联网电影数据库（IMDb）上《旗正飄飄》的资料（英文）
- 中文電影資料庫─旗正飄飄 （页面存档备份，存于）